# Johann Georg Wilhelm Landré
Johann Georg Wilhelm Landré (* 1755 in Berlin; † 5. Juli 1818 in Lübeck) war ein deutscher Glockengießer und Ratsgießer der Hansestadt Lübeck.
Landré wurde am Gießhaus in Kopenhagen ausgebildet und kam 1784 nach Lübeck, wo er bald darauf 1787 als Bürger angenommen wurde. Er arbeitete hier zunächst mit dem Glockengießer Johann Christoph Aschersleben zusammen. 1790 wurde er vom Lübecker Senat als Nachfolger von Johann David Kriesche zum Ratsgießer der Stadt bestellt, die für den Ratsgießer traditionell das Gießhaus an der Lastadie vorhielt. Mit ihm ging die große Zeit der Glockengießerei im Lübecker Gießhaus zu Ende. Trotz der politischen Wirren und Widrigkeiten seiner Schaffenszeit und der in der Lübecker Franzosenzeit einsetzenden Verarmung von Stadt und Umland sind ca. 30 Glockengüsse von ihm bekannt, unter anderem als letzter großer Guss im Lübecker Gießhaus 1811 die beiden großen Glocken für den Schweriner Dom, die bereits im Ersten Weltkrieg als kriegswichtiges Material zur Einschmelzung kamen. Die anderen Glocken befinden und befanden sich hauptsächlich in Lübeck und dem umliegenden Mecklenburg und Schleswig-Holstein. Für die Marienkirche fertigte er 1791 auch ein Paar Messing-Leuchterarme für die Beichtkapelle an.